# Shorea longiflora
Shorea longiflora är en tvåhjärtbladig växtart som först beskrevs av Dietrich Brandis, och fick sitt nu gällande namn av Symington. Shorea longiflora ingår i släktet Shorea och familjen Dipterocarpaceae. Inga underarter finns listade i Catalogue of Life.